# 3I/ATLAS
3I/ATLAS, noto anche come C/2025 N1 (ATLAS) (precedentemente A11pl3Z), è una cometa interstellare scoperta dall'Asteroid Terrestrial-impact Last Alert System (ATLAS) a Río Hurtado, in Cile, il 1º luglio 2025, quando la cometa era a 4,5 UA (670 milioni di km) dal Sole. È il terzo oggetto interstellare confermato che transita per il Sistema solare dal 2017, dopo 2I/Borisov e 1I/'Oumuamua.

## Scoperta

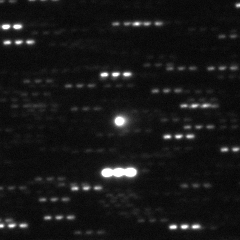
Questa foto del Canada-France-Hawaii Telescope mostra 3I/ATLAS (al centro) che appare sfocato e allungato il 2 luglio 2025, indicando che si tratta di una cometa.

Le osservazioni iniziali di 3I/ATLAS non permisero di chiarire se fosse un asteroide o una cometa. Le osservazioni del 2 luglio 2025 da parte del Deep Random Survey (X09) in Cile, del Lowell Discovery Telescope (G37) in Arizona e del Canada-France-Hawaii Telescope (T14) a Mauna Kea hanno mostrato un chioma marginale e una coda di 3 secondi d'arco, il che indicava che l'oggetto è una cometa. D'altra parte, vari astronomi tra cui Alan Hale non hanno riportato caratteristiche cometarie su 3I/ATLAS. Il 2 luglio 2025 21:31 UT, l'MPC ha annunciato la scoperta di 3I/ATLAS e gli ha dato la designazione di oggetto interstellare "3I", il che significa che è il terzo oggetto interstellare confermato. L'MPC ha anche dato a 3I/ATLAS la designazione di cometa non periodica C/2025 N1 (ATLAS). Quando è stato annunciato 3I/ATLAS, l'MPC aveva raccolto 122 osservazioni della cometa da 31 diversi osservatori.

### Ulteriori osservazioni
Le osservazioni di David Jewitt e Jane Luu utilizzando il Nordic Optical Telescope del 2 luglio 2025 hanno rivelato che 3I/ATLAS era "chiaramente attivo" con una coda diffusa. Anche un'altra squadra che utilizzava il telescopio dell'Osservatorio del Teide ha trovato attività cometaria nella stessa data, con una coda lunga almeno 25000 km. Le misurazioni del Faulkes Telescope North della luminosità di 3I/ATLAS attraverso diversi filtri luminosi hanno mostrato che la chioma della cometa aveva un colore rossastro indicativo di polvere, simile a quello della precedente cometa interstellare 2I/Borisov. Le osservazioni immediate di vari telescopi non sono state in grado di determinare un periodo di rotazione e hanno invece scoperto che la luminosità di 3I/ATLAS apparentemente mostra poca variazione (meno di 0,2 magnitudini), che potrebbe essere dovuta alla chioma di polvere che oscura il suo nucleo rotante.

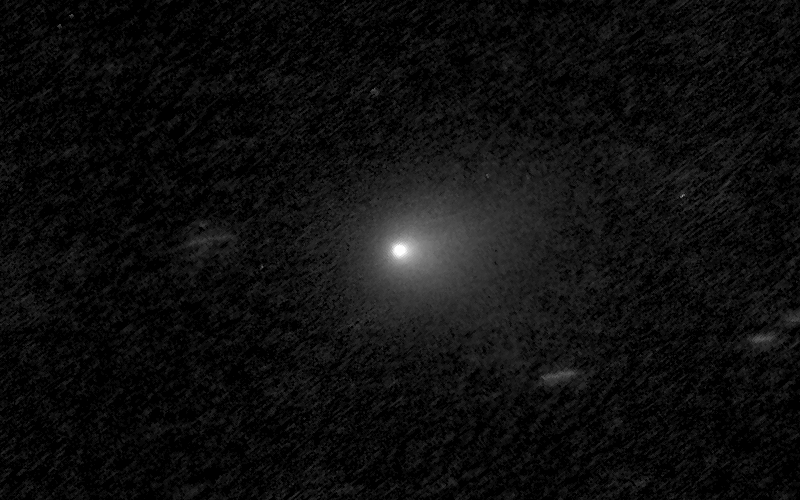
3I/ATLAS fotografato dal telescopio spaziale Hubble il 21 luglio 2025

Il 6 luglio sono state pubblicate ulteriori osservazioni, tra cui le precovery di Zwicky Transient Facility (I41) trovate da Ye Quanzhi, che ha trovato la cometa su immagini scattate in diverse notti tra il 22 maggio e il 21 giugno 2025.
La spettroscopia ottica e nel vicino infrarosso da parte del Telescopio Gemini e dell’ Infrared Telescope Facility il 5 e 14 luglio 2025 ha rivelato che la coda di 3I/ATLAS è composto da ghiaccio e granelli di silicato che hanno un raggio di 10 μm.
Sono previste delle osservazioni di 3I/ATLAS con il telescopio spaziale Hubble il 21 luglio 2025. Le immagini di queste osservazioni saranno immediatamente rese pubbliche. Nel novembre 2025, Hubble eseguirà la spettroscopia ultravioletta su 3I/ATLAS per determinare la composizione delle sue emissioni di gas e il rapporto zolfo-ossigeno, e il telescopio monitorerà la cometa sulla sua uscita dal Sistema Solare. Inoltre, il Telescopio spaziale James Webb è programmato per osservare 3I/ATLAS ad agosto e a dicembre 2025, rispettivamente prima e dopo il perielio della cometa. La spettroscopia a infrarossi del JWST sarà in grado di rilevare alcuni composti in 3I/ATLAS, come acqua, monossido di carbonio, anidride carbonica e ammoniaca. Il JWST farà le sue prime osservazioni di 3I/ATLAS utilizzando il suo strumento NIRSpec il 6 agosto 2025, anche se i dati non saranno rilasciati al pubblico fino a 3 mesi dopo.
Il Transiting Exoplanet Survey Satellite (TESS) della NASA aveva anche osservato 3I/ATLAS prima di essere scoperto, con osservazioni dal 7 maggio al 3 giugno 2025. Queste osservazioni hanno mostrato che la cometa era ancora luminosa e attiva anche quando era a 6,4 UA lontano dal Sole nel maggio 2025, il che indica che l'attività della cometa è probabilmente causata dalla sublimazione di ghiacci volatili diversi dall'acqua.

## Traiettoria
3I/ATLAS percorre una traiettoria iperbolica non vincolata attorno al Sole con un'eccentricità orbitale estremamente elevata di 6,144 ± 0,004. Questa è la più alta eccentricità osservata per qualsiasi oggetto, maggiore di 1I/ʻOumuamua (e = 1,20) e 2I/Borisov (e = 3,36). 3I/ATLAS transiterà dal perielio il 29 ottobre 2025, a una distanza di 1,357 ± 0,0005 UA (203,2 ± 0,7 milioni di km) dal Sole. Al perielio, la cometa si muoverà a una velocità di 68,3 km/s. Quando è lontano dal Sole, l'eccesso di velocità iperbolico della cometa diminuisce a 58 km/s. La traiettoria della cometa è inclinata di 175° rispetto all'eclittica (quindi ha un'orbita retrograda inclinata di circa 5°) e sembra aver avuto origine dal spesso disco galattico.
Mentre 3I/ATLAS si avvicina al perielio, passerà vicino a Marte a una distanza di 0,21 ± 0,03 UA (31,4 ± 4,5 milioni di km) il 3 ottobre 2025. Dopo il perielio, passerà 1,83 ± 0,1 UA (274 ± 15 milioni di km) dalla Terra il 19 dicembre 2025, e poi passerà circa 0,31 ± 0,14 UA (46 ± 21 milioni di km) da Giove intorno al 16 marzo 2026. Durante l'avvicinamento ravvicinato della cometa a Marte, può raggiungere una magnitudine apparente di 11 dal pianeta, il che significa che gli orbiter di Marte potrebbero essere in grado di osservarla. D'altra parte, dalla Terra, 3I/ATLAS non sarà osservabile al perielio perché la Terra e la cometa saranno su lati opposti rispetto al Sole in quel momento. La cometa diventerà nuovamente osservabile dalla Terra entro l'inizio di dicembre 2025.

## Osservabilità
3I/ATLAS è una cometa debole che non dovrebbe superare una magnitudine apparente di circa 11,5 dalla Terra. Anche alla sua massima luminosità, la cometa non sarà visibile a occhio nudo dalla Terra o a un osservatore con un paio di binocoli da 50 mm. 3I/ATLAS è stato fotografato da telescopi smart con un diametro dai 7,6 ai 11,4 cm.
Dopo che 3I/ATLAS supererà il perielio, sarà di nuovo visibile nel cielo poco prima dell'alba a novembre 2025. Durante dicembre 2025, la cometa si muoverà attraverso le costellazioni della Vergine e del Leone e la sua luminosità dovrebbe diventare più debole rispetto alla magnitudine apparente.

Il percorso apparente di 3I/ATLAS nel cielo terrestre dal 2024 al 2026. Le posizioni della cometa su intervalli di 10 giorni sono contrassegnate da punti rossi e sono etichettate con le rispettive date in giallo. Il percorso inizia nella costellazione Sagittario a sinistra e termina in Gemelli a destra. Gli anelli apparenti alle estremità del percorso sono causati dalla parallasse a causa del movimento orbitale della Terra attorno al Sole.

## Origine
3I/ATLAS è riconosciuto come un oggetto interstellare a causa del suo percorso estremamente iperbolico e della velocità molto elevata rispetto al Sistema Solare. 3I/ATLAS non è passato abbastanza vicino a nessuno dei pianeti del Sistema Solare da aver guadagnato la sua velocità, quindi non avrebbe potuto avere origine dal Sistema Solare. Tracciare il percorso di 3I/ATLAS nel cielo mostra che la cometa ha avuto origine dallo spazio interstellare in direzione della costellazione del Sagittario, vicino al centro galattico della Via Lattea.
A differenza dei due precedenti oggetti interstellari, 3I/ATLAS ha avuto origine dall'emisfero celeste meridionale in una direzione opposta all'apice solare a nord, che è la direzione del movimento del Sole rispetto alle stelle locali. L'origine meridionale di 3I/ATLAS è stata inaspettata perché gli astronomi inizialmente hanno previsto che più oggetti interstellari dovrebbero provenire dall'apice solare e che i telescopi dovrebbero avere più difficoltà a scoprire oggetti interstellari di origine meridionale. È possibile che 3I/ATLAS sia una scoperta rara, o che gli oggetti interstellari di origine meridionale possano essere più comuni di quanto si pensasse inizialmente.
Uno studio di luglio 2025 condotto da Matthew Hopkins e collaboratori ha stimato con il 68% di fiducia che 3I/ATLAS ha tra 7,6 e 14 miliardi di anni, in base alle età tipiche delle stelle nel disco spesso. Ciò significa che 3I/ATLAS potrebbe essere più vecchio del Sistema Solare e potrebbe essere la cometa più antica mai vista. Un'analisi indipendente di Aster Taylor e Darryl Seligman nel luglio 2025 ha stimato che 3I/ATLAS dovrebbe avere da 3 a 11 miliardi di anni, in ampio accordo con la stima di Hopkins et al..

## Caratteristiche fisiche

### Taglia
Le osservazioni dell’'Osservatorio Vera C. Rubin suggeriscono che 3I/ATLAS ha una magnitudine assoluta (H) di 13,7±0,2 il che suggerisce un diametro massimo possibile di 11,2 km per il nucleo di 3I/ATLAS, se fosse un asteroide scuro. Tuttavia, poiché 3I/ATLAS è una cometa attiva circondata da una coda o da un guscio di polvere riflettente, la dimensione effettiva del suo nucleo dovrebbe essere significativamente più piccola in quanto sarebbe correttamente calcolata da un nucleo combinato e da una magnitudine assoluta della coda (M1). 3I/ATLAS sembra essere debolmente attivo rispetto all'altra cometa interstellare 2I/Borisov, ed è quindi sospettato di avere un diametro del nucleo probabilmente un ordine di grandezza dieci volte più grande di quello di 2I/Borisov Per riferimento, il diametro massimo stimato del nucleo di 2I/Borisov è compreso tra 0,4 e 0,5 km, quindi il diametro massimo del nucleo di 3I/ATLAS potrebbe essere fino a 4–5 km se l'argomento dell'ordine di grandezza è vero, ma è probabile che il suo diametro effettivo sia più piccolo di 1,2 km.

### Rotazione
Le osservazioni iniziali di vari telescopi non sono state in grado di determinare un periodo di rotazione e hanno invece scoperto che la luminosità di 3I/ATLAS apparentemente mostra poca variazione (meno di 0,2 magnitudini), che potrebbe essere dovuta alla polvere della coda della cometa che oscura il suo nucleo rotante. Le osservazioni più sensibili del Gran Telescopio Canarias dal 2 al 5 luglio sono state in grado di determinare che il nucleo di 3I/ATLAS ha un periodo di rotazione di 16,79±0,23 ore, con la sua luminosità variabile di 0,2 magnitudini.

### Composizione
La spettroscopia ottica e nel vicino infrarosso da parte del Telescopio Gemini e del’ Infrared Telescope Facility il 5 e 14 luglio 2025 ha rivelato che il coma di 3I/ATLAS è composto da ghiaccio e granelli di silicato che hanno un raggio di 10 μm. Poiché la cometa mostra attività relativamente lontana dal Sole, si prevede che i ghiacci volatili come l'anidride carbonica e il monossido di carbonio esistano in 3I/ATLAS, anche se queste sostanze non sono ancora state rilevate come emissioni di gas. Le osservazioni spettroscopiche del Very Large Telescope del 4-5 luglio 2025 non hanno trovato alcun segno chiaro di gas contenenti idrossidi e cianuri, che posizionano tassi di degassamento del limite superiore rispettivamente di 8,2×1026 mol/s e 5,6×1023 mol/s, rispettivamente. 3I/ATLAS era probabilmente troppo lontano dal Sole per iniziare a emettere questi gas nel momento in cui sono iniziate queste osservazioni. Le osservazioni future di strumenti più sensibili come il telescopio spaziale James Webb saranno in grado di determinare la composizione di 3I/ATLAS in modo più conclusivo, specialmente quando la cometa si avvicinerà al Sole e diventerà più attiva.

## Esplorazione
Lanciare una sonda spaziale dalla Terra per eseguire un sorvolo ravvicinato 3I/ATLAS non è fattibile, poiché qualsiasi lancio post-scoperta (dopo il 1º luglio 2025) richiederebbe un delta-v (Δv) estremamente alto di almeno 24 km/s, che va oltre la capacità di qualsiasi sistema di propulsione disponibile all'epoca. Se 3I/ATLAS fosse stato scoperto prima del 1° luglio 2025, una sonda spaziale lanciata dalla Terra in quella data avrebbe richiesto un Δv~7 km/s per visitare la cometa. Uno studio del luglio 2025 condotto da Atsuhiro Yaginuma e collaboratori ha scoperto che sarebbe più fattibile visitare 3I/ATLAS utilizzando una sonda spaziale lanciata da Marte, che richiede sostanzialmente meno Δv. Ad esempio, le sonde spaziali lanciate da Marte tra luglio e settembre 2025 richiederebbero un Δv~5 km/s per volare da 3I/ATLAS all'inizio di ottobre 2025.
È teoricamente possibile che i veicoli spaziali in orbita attorno a Marte possano essere riutilizzati per osservare 3I/ATLAS durante il suo incontro ravvicinato con Marte nell'ottobre 2025. È anche teoricamente possibile che la navicella spaziale Juno in orbita attorno a Giove possa essere riutilizzata per intercettare 3I/ATLAS e fotografarla da vicino quando la cometa passa vicino a Giove nel marzo 2026. Avi Loeb e colleghi hanno proposto che Juno possa avere abbastanza carburante per applicare un Δv=2,68 km/s di spinta totale per una manovra di Oberth da Giove verso 3I/ATLAS.